# Геда
Геда или Хоџиј (њем. Göda, глсрп. Hodźij) општина је у њемачкој савезној држави Саксонија. Једно је од 63 општинска средишта округа Бауцен. Према процјени из 2010. у општини је живјело 3.344 становника. Посједује регионалну шифру (AGS) 14625150.

## Географски и демографски подаци
Геда се налази у савезној држави Саксонија у округу Бауцен. Општина се налази на надморској висини од 210 метара. Површина општине износи 43,3 km². У самом мјесту је, према процјени из 2010. године, живјело 3.344 становника. Просјечна густина становништва износи 77 становника/km².

## Међународна сарадња
| Мјесто     | Држава   | Врста сарадње | Од    |
| ---------- | -------- | ------------- | ----- |
| Кунфехерто | Мађарска | партнерство   | 1995. |
|            | Пољска   | партнерство   | 2006. |
| Извор      |          |               |       |